# Mark Hateley
Mark Wayne Hateley (Derby, 7 de novembro de 1961), é um ex-futebolista profissional inglês que atuava como atacante.

## Carreira
Mark Hateley fez parte do elenco da Seleção Inglesa de Futebol, da Copa de 1982 e 1986.